# Segundo (Ponce)
Segundo es un barrio ubicado en el municipio de Ponce en el estado libre asociado de Puerto Rico. En el Censo de 2010 tenía una población de 7213 habitantes y una densidad poblacional de 5.234,88 personas por km².

## Geografía
Segundo se encuentra ubicado en las coordenadas 18°0′52″N 66°37′15″O / 18.01444, -66.62083. Según la Oficina del Censo de los Estados Unidos, Segundo tiene una superficie total de 1.38 km², que corresponden a tierra firme.

## Demografía
Según el censo de 2010, había 7213 personas residiendo en Segundo. La densidad de población era de 5.234,88 hab./km². De los 7213 habitantes, Segundo estaba compuesto por el 84.6% blancos, el 7.76% eran afroamericanos, el 0.4% eran amerindios, el 0.04% eran asiáticos, el 0.01% eran isleños del Pacífico, el 5.43% eran de otras razas y el 1.75% pertenecían a dos o más razas. Del total de la población el 99.08% eran hispanos o latinos de cualquier raza.